# Квемо-Телети
Квемо-Телети (груз. ქვემო თელეთი — Верхний Телети) — село в Грузии. Относится к Гардабанскому муниципалитету края Квемо-Картли. Расположено у подножия Телетского хребта в южном пригороде Тбилиси, на правом берегу Куры, западнее села Поничала.
Северо-западнее села находится мужской монастырь Шавнабада (Шавнабади) Мцхетско-Тбилисской епархии Грузинской православной церкви во имя великомученика Георгия.